# Chuột Garlepp
Chuột Garlepp, tên khoa học Galenomys garleppi, là một loài động vật có vú, loài duy nhất trong chi Galenomys, thuộc họ Cricetidae, bộ Gặm nhấm. Loài này được Thomas mô tả năm 1898. Chúng được tìm thấy ở miền tây Bolivia, nam Peru và có thể ở Chile ở độ cao trên 3.000 m ở Altiplano.